# Hamptjärnen (Ströms socken, Jämtland)
Hamptjärnen är en sjö i Strömsunds kommun i Jämtland och ingår i Ångermanälvens huvudavrinningsområde.